# Österreichische Poolbillard-Meisterschaft 2010
Die Österreichische Poolbillard-Meisterschaft 2010 war die 30. Austragung der nationalen Meisterschaft in der Billardvariante Poolbillard. Sie fand vom 23. bis 26. Oktober 2010 im Billard Pub Ball’azzo in St. Johann im Pongau statt. Neben 8-Ball, 9-Ball und 14/1 endlos wurden erstmals auch Titel in der Disziplin 10-Ball vergeben. Die Wettbewerbe der Senioren wurden vom 14. bis 16. Mai 2010 in Klagenfurt ausgetragen.

## Medaillengewinner
| Disziplin              | Gold                                        | Silber                                      | Bronze                                    | Bronze                                  |
| ---------------------- | ------------------------------------------- | ------------------------------------------- | ----------------------------------------- | --------------------------------------- |
| Herren – 8-Ball        | Mario He (BSV Break Feldkirch)              | Maximilian Lechner (Pool X-Press Innsbruck) | Albin Ouschan (Billiard Sport Academy JO) | Jürgen Jenisy (PBC 1st Edition Villach) |
| Herren – 10-Ball       | Maximilian Lechner (Pool X-Press Innsbruck) | Raoul Reichegger (Pools Graz)               | Rene Sommeregger (PBC Imst)               | Florian Göltl (Jokers Köö Wien)         |
| Herren – 14/1 endlos   | Albin Ouschan (Billiard Sport Academy JO)   | Maximilian Lechner (Pool X-Press Innsbruck) | Mario He (BSV Break Feldkirch)            | Armin Stainko (PBC ASKÖ Linz)           |
| Herren – 9-Ball        | Maximilian Lechner (Pool X-Press Innsbruck) | Rene Sommeregger (PBC Imst)                 | Albin Ouschan (Billiard Sport Academy JO) | Mario He (BSV Break Feldkirch)          |
| Damen – 8-Ball         | Sabrina Naverschnig (1. PBC RaiBa Bleiburg) | Eva Hauer (Top Shot Wien)                   | Carina Schönegger (vereinslos)            | Petra Stadlbauer (SU Raika Zwettl)      |
| Damen – 10-Ball        | Sabrina Naverschnig (1. PBC RaiBa Bleiburg) | Eva Hauer (Top Shot Wien)                   | Petra Stadlbauer (SU Raika Zwettl)        | Yvonne Reith (Top Shot Wien)            |
| Damen – 14/1 endlos    | Petra Stadlbauer (SU Raika Zwettl)          | Sabrina Naverschnig (1. PBC RaiBa Bleiburg) | Susanne Wedl (vereinslos)                 | Christina Drexel (Top Shot Wien)        |
| Damen – 9-Ball         | Sabrina Naverschnig (1. PBC RaiBa Bleiburg) | Christina Drexel (Top Shot Wien)            | Eva Hauer (Top Shot Wien)                 | Petra Stadlbauer (SU Raika Zwettl)      |
| Senioren – 8-Ball      | Karl Hanscho (1. PBC Meran Klagenfurt)      | Michael Matzke (PBC 1st Edition Villach)    | Günter Würtl (BC Saustall Fieberbrunn)    | Hermann Zeilermayr (PBC ASKÖ Steyr)     |
| Senioren – 9-Ball      | Karl Hanscho (1. PBC Meran Klagenfurt)      | Michael Matzke (PBC 1st Edition Villach)    | Johann Wallner (UBSC Pfisterer Pongau)    | Christian Ederl (BC Wiener Neustadt)    |
| Senioren – 14/1 endlos | Karl Hanscho (1. PBC Meran Klagenfurt)      | Michael Matzke (PBC 1st Edition Villach)    | Mario Klaus (PBC ASKÖ Linz)               | Georg Tatzl (PBC ASKÖ Kapfenberg)       |